# Urbeleskarspitze
Urbeleskarspitze – szczyt w Alpach Algawskich, części Alp Bawarskich. Leży w Austrii w Tyrolu, blisko granicy z Niemcami. Sąsiaduje z Bretterspitze i Zwölferspitze. Na szczyt można dostać się drogą ze schroniska Kaufbeurer Haus.